# Warhorse
Warhorse (englisch für „Streitross“ oder „Haudegen“) war eine von 1970 bis 1974 bestehende britische Rockband. Ihr Stil ist zwischen Progressive Rock und Hard-Rock angesiedelt.
Sie wurde vom Ex-Deep-Purple-Mitglied Nick Simper (Bass) zusammen mit Ged Peck (Gitarre), Mac Poole (Schlagzeug), Ashley Holt (Sänger) und Rick Wakeman (Keyboard) gegründet. Wakeman wurde wegen chronischer Unzuverlässigkeit bald wieder gefeuert und bei den ersten Demo-Aufnahmen 1970 half Frank Wilson (Keyboard) aus, der danach festes Bandmitglied wurde. Als Bandname sollte zuerst Iron Horse verwendet werden, da es aber schon eine Band gleichen Namens gab, wurde der Name Warhorse gewählt.
Ein Plattenvertrag mit Phonograms neuem Vertigo-Label war schnell geschlossen und die Debüt-LP Warhorse erschien im November 1970. Als Single wurde Anfang 1971 der Titel St. Louis ausgekoppelt. Auf der folgenden Tour kam es zu Schwierigkeiten mit Ged Peck, der schließlich durch Peter Parks ersetzt wurde. Nach der Produktion der zweiten LP Red Sea (die im Mai 1972 erschien), löste Barney James Poole am Schlagzeug ab. Im Juli 1974 entschloss Simper sich, Warhorse aufzulösen, nachdem Holt und James die Band verlassen hatten.
Beide Alben wurden 1997 mit Bonus-Tracks auf CD veröffentlicht.
Die Band war am 25. Juni 1971 im Beat-Club von Radio Bremen zu sehen, wo sie live den Song The Ritual spielte. Dieser Mitschnitt ist als CD-Bonustrack auf einer nach Auflösung der Band erschienenen Kompilation zu hören.

## Diskografie
- Warhorse (1970)
- Red Sea (1972)